# Katrien De Ruysscher
Katrien De Ruysscher (Hoboken, 12 juli 1978) is een Belgische actrice.
De Ruysscher studeerde in 2000 af aan het Conservatorium van Brussel. Ze speelde hoofdrollen in meerdere televisieseries en films. Bij het grote publiek is zij vooral bekend als Judith Van Santen in de Vlaamse televisieserie Thuis. De Ruysscher heeft ook met een groot aantal theaterproducties op de planken gestaan, onder andere in de Koninklijke Vlaamse Schouwburg, het Raamtheater, 't Arsenaal, NTGent, Figurentheater De Maan en Theatermakershuis De Queeste.
Bij de lokale verkiezingen van 2024 stond ze op de Vooruit-lijst in Lommel. Ze raakte verkozen.

## Acteerprestaties
- 1999: W817 – Marina
- 2000: Team Spirit – Vera
- 2001: Veel geluk, professor!  – Ann Shirling
- 2001-2002: Stille Waters – Petra Marsboom, Madame Charette
- 2002-2003: Dennis – Michelle Muys
- 2002: Café Majestic - Jelle
- 2003: W817 - Inga
- 2004: De zusjes Kriegel – moeder Kriegel
- 2004: Aspe - Linda Tensen
- 2004: Flikken - Ilse Neyt
- 2005: Witse - Nina Larsen
- 2005: De Indringer - Agente
- 2005: Kinderen van Dewindt - Kaatje
- 2006: Thuis – Nele
- 2006: De gek op de heuvel – Schooljuf
- 2006: Rupel - Foorkramer
- 2007: Uw darmen: een marktonderzoek (toneelproductie NTGent) – Naomi
- 2007: I.V.F – Zwangere vrouw
- 2008: Spoed - Sandy
- 2008: Vermist - Kleuterjuf
- 2008: En daarmee basta! - Veronica
- 2009: Witse - Fien Buelens
- 2010: Dag & Nacht: Hotel Eburon – Lena Daelman
- 2011: Vermist III – Lisa Janssens
- 2012-heden: Thuis – Judith Van Santen
- 2013: Binnenstebuiten – Louise Maes
- 2013: De Ridder - Lisa Wens
- 2019-2020: Undercover – Liesbeth Mertens
- 2020: Black-out - Directrice Sandra
- 2023: 3Hz - Nathalie
- 2023: De twaalf - Marianne Coens

## Persoonlijk
Ze is getrouwd en heeft drie kinderen.